# Алиев, Васиф Асиф оглы
Васиф Асиф оглы Алиев (азерб. Əliyev Vasif Asif oğlu; 6 августа 1986, Баку) — азербайджанский футболист, полузащитник.

## Биография
Родившийся в 1986 году в Баку Васиф Алиев является выпускником Азербайджанской государственной академии физической культуры и спорта. Женат.
Отец Васифа — Асиф Алиев — также являлся футболистом, оставившим свой след в истории азербайджанского футбола.

## Клубная карьера

### Азербайджан

#### Чемпионат
Профессиональную карьеру футболиста начал в 2007 году в клубе «Бакылы», откуда в декабре 2008 года перешёл в турецкий клуб «Гиресунспор». По возвращении из Турции, в январе 2009 года, вновь продолжил своё выступление за клуб «Бакылы».
В июле 2009 года, перешёл в клуб Премьер-лиги «Стандард» Сумгаит, где провел один сезон. Во время летнего трансферного окна 2010 года подписал годовой контракт с закатальским «Симургом».
Ровно через год становится игроком второго по значимости клуба Азербайджана — ФК «Кяпаз» Гянджа, где также, как и в двух предыдущих клубах проводит всего один сезон. Летом 2013 года переходит в самый именитый и титулованный клуб страны — ФК «Нефтчи» Баку, с которым подписывает годовой контракт. В начале 2014 года пока что выступает в дубле команды.

#### Кубок
Всего в Кубке Азербайджана провел 2 игры. Одну, будучи игроком ФК «Симург», а вторую в составе ФК «Кяпаз».
| № | Дата           | Раунд                      | Клуб     | Соперник  | Лига         | Итог  |
| - | -------------- | -------------------------- | -------- | --------- | ------------ | ----- |
| 1 | 8 декабря 2010 | Первый раунд — 1/16 финала | «Симург» | «Апшерон» | Премьер-лига | 1 : 1 |
| 2 | 30 ноября 2011 | Первый раунд — 1/16 финала | «Кяпаз»  | «Бакылы»  | Премьер-лига | 2 : 0 |

### Турция

#### Чемпионат
В конце декабря 2008 года Васиф Алиев подписал полугодовой контракт к клубом второй турецкой лиги ФК «Гиресунспор» из одноимённого города, однако уже в январе 2009 года покинул данный клуб.

## Сборная
В 2008 и 2009 годах привлекался в состав Олимпийской сборной Азербайджана.

## Достижения
Финалист Суперкубка Азербайджана 2013 года в составе ФК «Нефтчи» Баку.